# Paso Bonilla
Paso Bonilla é uma localidade uruguaia do departamento de Tacuarembó, na zona nordeste do departamento, banhada pelo  Arroyo Tranqueras. Está situada a 50 km da cidade de Tacuarembó, capital do departamento.

## Toponímia
O nome da localidade vem do local de passagem ("de paso") chamado Bonilla, no arroyo Tranqueras. 

## População
Segundo o censo de 2011 a localidade contava com uma população de 510 habitantes.
| Variação demográfica do município entre 1963 e 2011 |
|                                                     |

## Geografia
Paso Bonilla se situa próxima das seguintes localidades: ao oeste, Piedra Sola, a sudeste, Clara, ao sul, Achar e ao nordeste, Sauce de Batoví .

## Autoridades
A localidade é subordinada diretamente ao departamento de Tacuarembó, não sendo parte de nenhum município tacuaremboense.

## Religião
A localidade possui uma capela "Centro Comunal El Camino", subordinada à paróquia "Santa Cruz" (cidade de Tacuarembó), pertencente à Diocese de Tacuarembó

## Transporte
A localidade possui a seguinte rodovia:
- Ruta 05, que liga Montevidéu à Rivera (Departamento de Rivera) (Fronteira Seca - e a BR-158 em Santana do Livramento (Rio Grande do Sul)).
- Ruta 59, que liga o cruzamento com a Ruta 43 (Departamento de Tacuarembó) com a cidade.[9][10][11]